# Marrakech-Tensift-Al Haouz
Marrakech-Tensift-Al Haouz was tot 2015 een regio in Marokko. De hoofdstad was Marrakesh. De regio ligt ten zuiden van de regio Doukala-Abda en ten noorden van de regio Souss-Massa-Daraâ en in de uiterste westen ligt de Atlantische Oceaan. Marrakech-Tensift-Al Haouz heeft een oppervlakte van 31.160 km² en heeft 3.102.652 inwoners (2004).
In 2009 werd de provincie El Kelaâ des Sraghna in twee gedeeld en ontstond een bijkomende provincie uit een deel van de eerste provincie, Rehamna.
In 2015 werden de provincies Safi en Youssoufia aan de regio toegevoegd en ontstond zo de regio Marrakech-Safi.
De regio Marrakech-Tensift-Al Haouz bestond uit vijf provincies en een prefectuur*:
- Al Haouz
- Chichaoua
- El Kelaâ des Sraghna
- Essaouira
- Rehamna
- Marrakesh*

Naast Marrakesh, zijn andere grote plaatsen in Marrakech-Tensift-Al Haouz:
- Ben Guerir
- El Kelaâ des Sraghna
- Essaouira
- Lamzoudia
- Loudaya
- Saâda
- Tahannaout
- Tassoultante
- Zemrane Charqia

Huidige regio's: Béni Mellal-Khénifra · Casablanca-Settat · Dakhla-Oued Eddahab · Drâa-Tafilalet · Fès-Meknès · Guelmim-Oued Noun · Laâyoune-Sakia El Hamra ·  Marrakech-Safi · Oriental · Rabat-Salé-Kénitra · Souss-Massa · Tanger-Tétouan-Al Hoceïma

Oude regio's voor 2015: Chaouia-Ouardigha · Doukala-Abda · Fez-Boulmane · Gharb-Chrarda-Béni Hsen · Grand Casablanca · Guelmim-Es Semara · Laâyoune-Boujdour · Marrakech-Tensift-Al Haouz · Meknès-Tafilalet · Oriental · Oued ed Dahab-Lagouira · Rabat-Salé-Zemmour-Zaer · Souss-Massa-Daraâ · Tadla-Azilal · Tanger-Tétouan · Taza-Al Hoceïma-Taounate